# Біхоро

43°49′25″ пн. ш. 144°6′26″ сх. д. / 43.82361° пн. ш. 144.10722° сх. д.
Біхо́ро (яп. 美幌町, びほろちょう, МФА: [bʲihoɾo t͡ɕoː]) — містечко в Японії, в повіті Абасірі округу Охотськ префектури Хоккайдо. Станом на 1 жовтня 2008 року площа містечка становила 438,36 км². Станом на 31 березня 2017 населення містечка становило 20 088 осіб.